# Ned Kelly Award/Bestes Kinder- und Jugendbuch
Ned Kelly Award: Bestes Kinder- und Jugendbuch bezeichnet den Gewinner des Ned Kelly Awards in der Kategorie „Bestes Kinder- und Jugendbuch“ (Best Teenage/Young Adult), der einmalig 2002 einen im Vorjahr erschienenen australischen Roman aus dem Krimi-Genre auszeichnete, der sich an Kinder und Jugendliche bis zum 18. Lebensjahr richtet.
| Jahr | Preisträger | Romantitel  | Deutscher Titel            |
| ---- | ----------- | ----------- | -------------------------- |
| 2002 | Ken Catran  | Blue Murder | Blue – Die dunkle Wahrheit |